# Orenburger Naturreservat

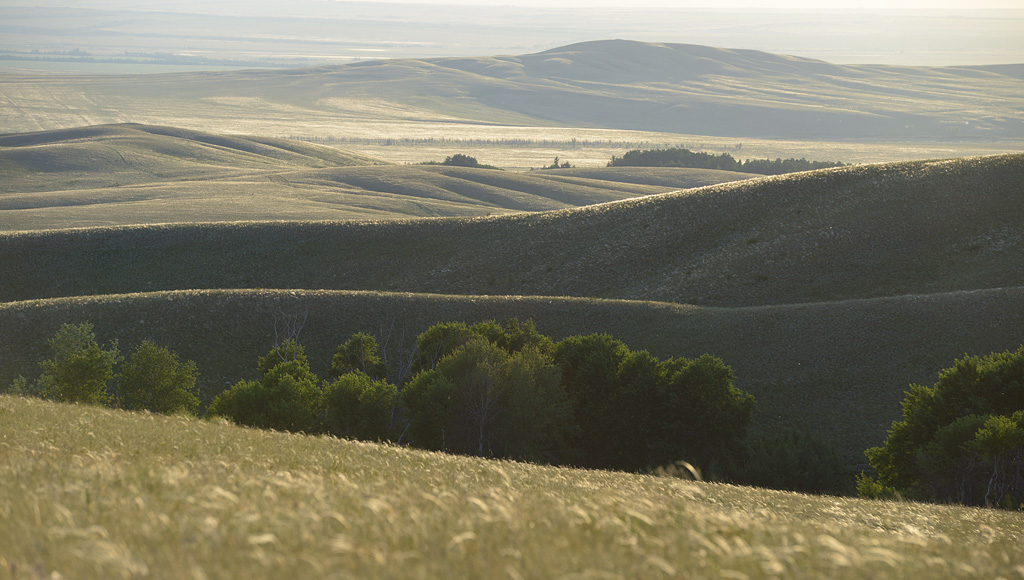
Die Burtinskaya Steppe im Orenburger Naturreservat

Das Orenburger Naturreservat (russisch Оренбургский заповедник; Orenburgskij Zapovednik) ist ein russisches Naturschutzgebiet, das im Südosten des europäischen Teils Russlands liegt und eine Gesamtfläche von 216 Quadratkilometern umfasst. Auf dieser relativ kleinen Fläche liegen zahlreiche verschiedene Steppenhabitate, die von baumbestandenen Parklandschaften und Flussläufen bis zu halbwüstenartigen Gebieten und Hügeln reichen. Zur Fauna des Parks gehören 48 Säugetierarten und 200 Vogelarten. Darunter sind Luchse, Wölfe und Rotfüchse, Elche, Rehe und Wildschweine, Biber, Steppenmurmeltiere, Ziesel und Hasen, Steppenadler, Kaiseradler, Hochlandbussarde, Jungfernkraniche und Riesentrappen besonders auffällig.
Die Saiga-Antilopen, die einst regelmäßig in dieses Gebiet zogen, wurden seit 1994 nicht mehr dort festgestellt.